# 听我说谢谢你 (歌曲)
《听我说谢谢你》是一首由周兵作词，李凯稠作曲，李凯稠與其妻樊桐舟和女兒李昕融共同演唱的一首歌曲，发行于2019年6月12日。该歌曲被广泛用于感恩教育。該歌曲为李凯稠於2019年教師節時為女兒创作的寫给老师的礼物。
2019冠状病毒病中国大陆疫情期间，该歌曲在中国大陆被广泛用于向一线抗疫人员表达感谢之情，在表演时通常辅以手语舞。但自2022年3月下旬开始，因过度跟风和滥用，该歌曲和致谢舞引发民众的反感和批评，致谢舞视频被称为“博流量”，歌曲创作者更因此遭受网络暴力，不得不发布“道歉”视频，恳请大众在合适场合和时间使用该音乐，传递正能量。